# Berta de Reims
Berta de Reims o Berthe de Reims (c. 814-?) nasqué al voltant de l'any 814, filla de Remy de Reims (790-824) i Arsinde de Ponthieu (798-?). Tingué avantpassats notables que inclouen Carlemany (747-814).

## Núpcies i descendents
Es casà amb Ramon I de Tolosa, D'aquest enllaç van néixer:
- l'infant Bernat II de Tolosa (?-872) el Vedell (Bernat I de Pallars, Ribagorça, Roergue, Carcassona, Rasès, Carcí i Llemosí.
- l'infant Albert Benet, primer abat de Vabres (+ després del 862)
- l'infant Odó I de Tolosa, (v 832-819).,[1] es casà vap al 860 amb Garsinde d'Albi (v 840-?)[2]
- l'infanta Faquilena de Roergue, (v 840-865) es casà l'any 860 amb Llop I de Bigorra.[1]
- l'infant Fulcoald de Llemotges, (v 840-a 884),[1] governador anomenat vescomte de Llemotges, mort vers 886, tronc dels vescomtes de Llemotges.
- l'infanta Rogelinda de Roergue (v 842-886), que es casà amb Wulgrin I d'Angulema (v 830-886)[1]